# Fritz Szepan
Fritz Szepan (2. září 1907, Gelsenkirchen – 14. prosince 1974, Gelsenkirchen) byl německý fotbalista a trenér. Celou kariéru hrál za FC Schalke 04, se kterým se stal 6× mistrem Německa. Byl na MS 1934 (3. místo) a 1938.

## Hráčská kariéra
Fritz Szepan hrál celou kariéru za FC Schalke 04, se kterým se stal 6× mistrem Německa. Je klubovou legendou.
V reprezentaci Německa hrál 34 zápasů a dal 8 gólů. Byl na MS 1934 (3. místo) a 1938. Většinou byl kapitánem.

## Trenérská kariéra
Szepan trénoval FC Schalke 04 a Rot-Weiss Essen, se kterým se stal mistrem Západního Německa v roce 1955.

## Úspěchy

### Hráč
Reprezentace
- 3. místo na mistrovství světa: 1934

Schalke
- Mistr Německa (6): 1933/34, 1934/35, 1936/37, 1938/39, 1939/40, 1941/42
- Německý pohár (1): 1937
- Mistr Vestfálska (11): 1933/34, 1934/35, 1935/36, 1936/37, 1937/38, 1938/39, 1939/40, 1940/41, 1941/42, 1942/43, 1943/44

### Trenér
- Mistr Západního Německa (1): 1954/55 (Essen)
- Mistr Oberliga West (2): 1950/51 (Schalke), 1954/55 (Essen)